# Skafandr a motýl
Skafandr a motýl (francouzsky Le Scaphandre et le papillon) je autobiografický román, který napsal bývalý šéfredaktor časopisu Elle Jean-Dominique Bauby Ve Francii román vyšel 7. března 1997. Jean-Dominique Bauby zemřel na srdeční zástavu o dva dny později ve věku 44 let, v Česku román vyšel v roce 2008 v překladu od Jitky Řihánkové. Bauby se stal obětí syndromu uzamčení, všechno vnímal, ale oněměl a nebyl schopen pohybu, mohl jen mrkat očními víčky. Mrkáním „nadiktoval“, pomocí speciální abecedy, svůj román terapeutce Claude Mendibil . Román popisuje jeho prožitky v syndromu uzamčení.

## Obsah
Příběh se odehrává během posledního Baubyho měsíce (červenec až srpen 1996). Bauby je zcela upoután na lůžko neschopen pohybu, je schopný pouze mrkat očními víčky, čímž také komunikuje se svým okolím, víčka mu umožňují odpovídat na otázky „ano“ – „ne“ (jedno mrknutí znamená „ano“, dvě mrknutí „ne“), posléze mu jeho ošetřovatelka Claude Mendibil připraví speciální abecedu, na níž jsou písmena uspořádaný podle četnosti užívání a ne náhodně, jako v běžné abecedě, písmenka Baubymu předčítá a když mrkne, tak písmeno zapíše, mrknutí dvakrát znamená konec slova. Tímto způsobem je Bauby schopen komunikovat a stejným způsobem je napsána i jeho kniha. Bauby často rozjímá o svém životě, vzpomíná na své děti, Théophila, Céleste a Ortense, vzpomíná na své milenky, třeba Joséphine, a na matku svých dětí, na dědečka s přísným obličejem Victora Huga. Vzpomíná také na svou práci v časopisu Elle. Baubyho sžírají i sebevražedné myšlenky, melancholické a filozofické úvahy o smyslu života, myšlenek na smrt se zbaví, až když začne pracovat na své knize, jelikož si našel něco, pro co by mohl žít. Je nešťasten ze života v sanatoriu poblíž Paříže, stravují ho pomocí sondy zavedené do žaludku, na niž jsou napojeny skleničky s nahnědlou tekutinou, umývají ho jako malé dítě, před sporadickými návštěvníky se stydí za svůj stav, nemůže jim povědět, co by chtěl. Vzpomíná i na své oblíbené spisovatele (mimo jiné Alexandre Dumas a jeho Hrabě Monte Cristo), oblíbenou hudbu (hlavně Mozartův Don Giovanni a Beatles). Vzpomíná i na své cestování se svými milenkami (třeba do New Yorku, Sankt Petěrburgu, Hongkongu, Nevadské pouště), vzpomíná také na dobu svého studia v Pařížském lyceu a na své spolužáky. Stále zůstává ateistou, nevěří a ani nevěřil v Boha. V poslední kapitole rekapituluje svůj den před tím, než upadl do syndromu uzamčení. Byl to pátek 8. prosince roku 1995, se synem Théophilem měl jít do divadla na hru od Alfreda Ariase, ale jeho řidič nezvládl řízení v dopravní špičce a naboural. Baubyho poslední myšlenkou bylo, že musí zrušit rezervaci v divadle.

## Filmová adaptace
Kniha se dočkala filmové adaptace v roce 2007 Skafandr a motýl.